# San Miguel (Zamboanga del Sur)
San Miguel is een gemeente in de Filipijnse provincie Zamboanga del Sur op het eiland Mindanao. Bij de laatste census in 2007 had de gemeente bijna 17 duizend inwoners.

## Geografie

### Bestuurlijke indeling
San Miguel is onderverdeeld in de volgende 25 barangays:
| - Betinan - Bulawan - Calube - Concepcion - Dao-an - Dumalian - Fatima - Langilan - Lantawan | - Laperian - Libuganan - Limonan - Mati - Ocapan - Poblacion - San Isidro - Sayog - Tapian |

## Demografie
San Miguel had bij de census van 2007 een inwoneraantal van 16.981 mensen. Dit zijn 1.712 mensen (11,2%) meer dan bij de vorige census van 2000. De gemiddelde jaarlijkse groei komt daarmee uit op 1,48%, hetgeen lager is dan het landelijk jaarlijks gemiddelde over deze periode (2,04%). Vergeleken met de census van 1995 is het aantal mensen met 2.927 (20,8%) toegenomen.

De bevolkingsdichtheid van San Miguel was ten tijde van de laatste census, met 16.981 inwoners op 181,59 km², 93,5 mensen per km².